# 베이징 식물원

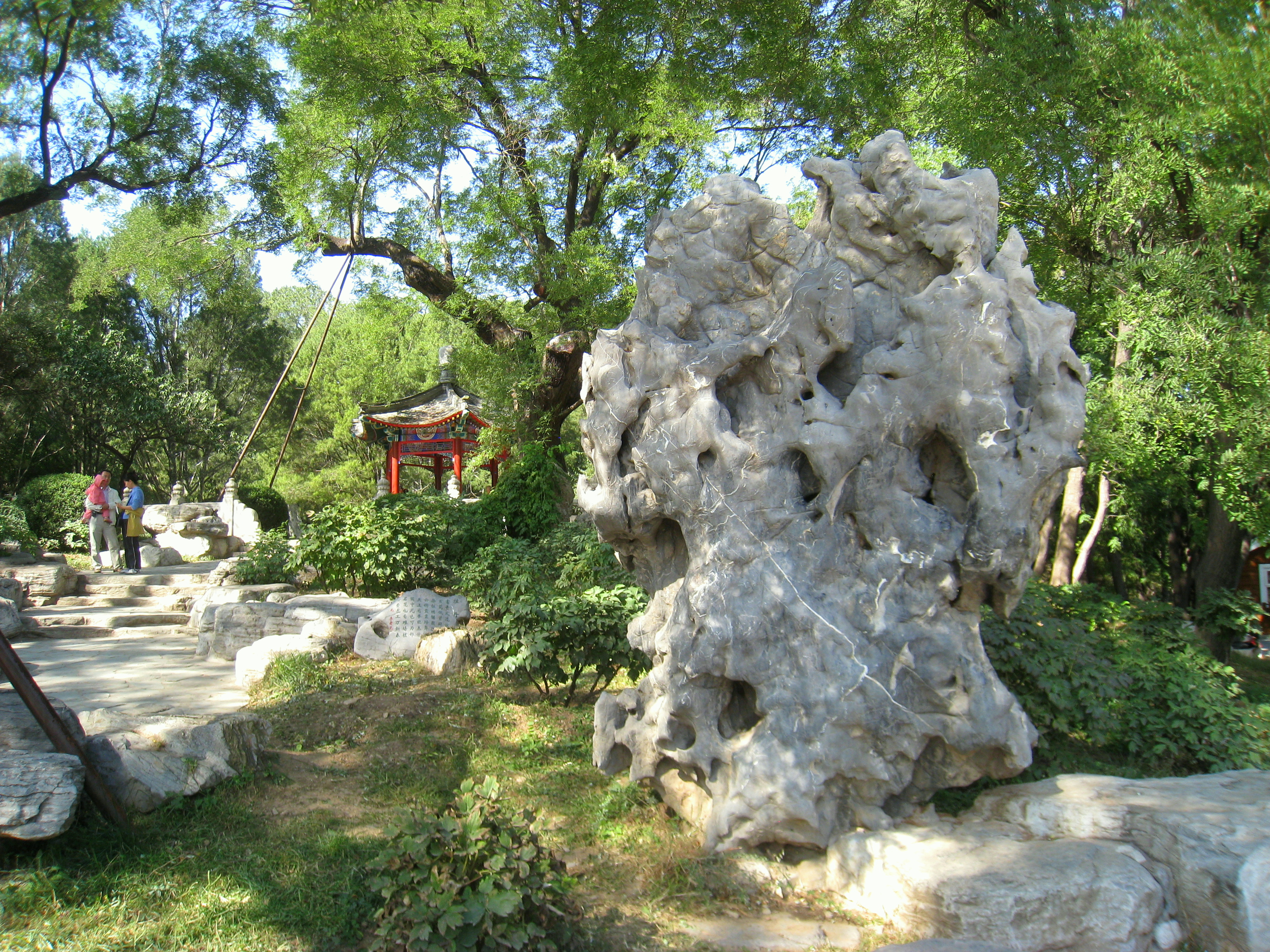

베이징 식물원(중국어: 北京植物园)은 중국 베이징 북서부(샹샨공원과 옥천산 사이)에 위치한 식물원이다.

## 역사
1955년 설립되었다. 총 면적은 564,000제곱 미터에 달한다. 나무정원, 장미정원, 야생나무거리 등이 전시되어 있다. 여러 불교 절이 식물원 안에 위치해 있다.

## 컬렉션
2,000종의 나무와 덤불을, 1,620종의 열대/아열대 식물, 500종의 꽃, 1,900종의 과실나무, 수생식물을 포함한 6,000종의 경작식물이 있다.

## 갤러리

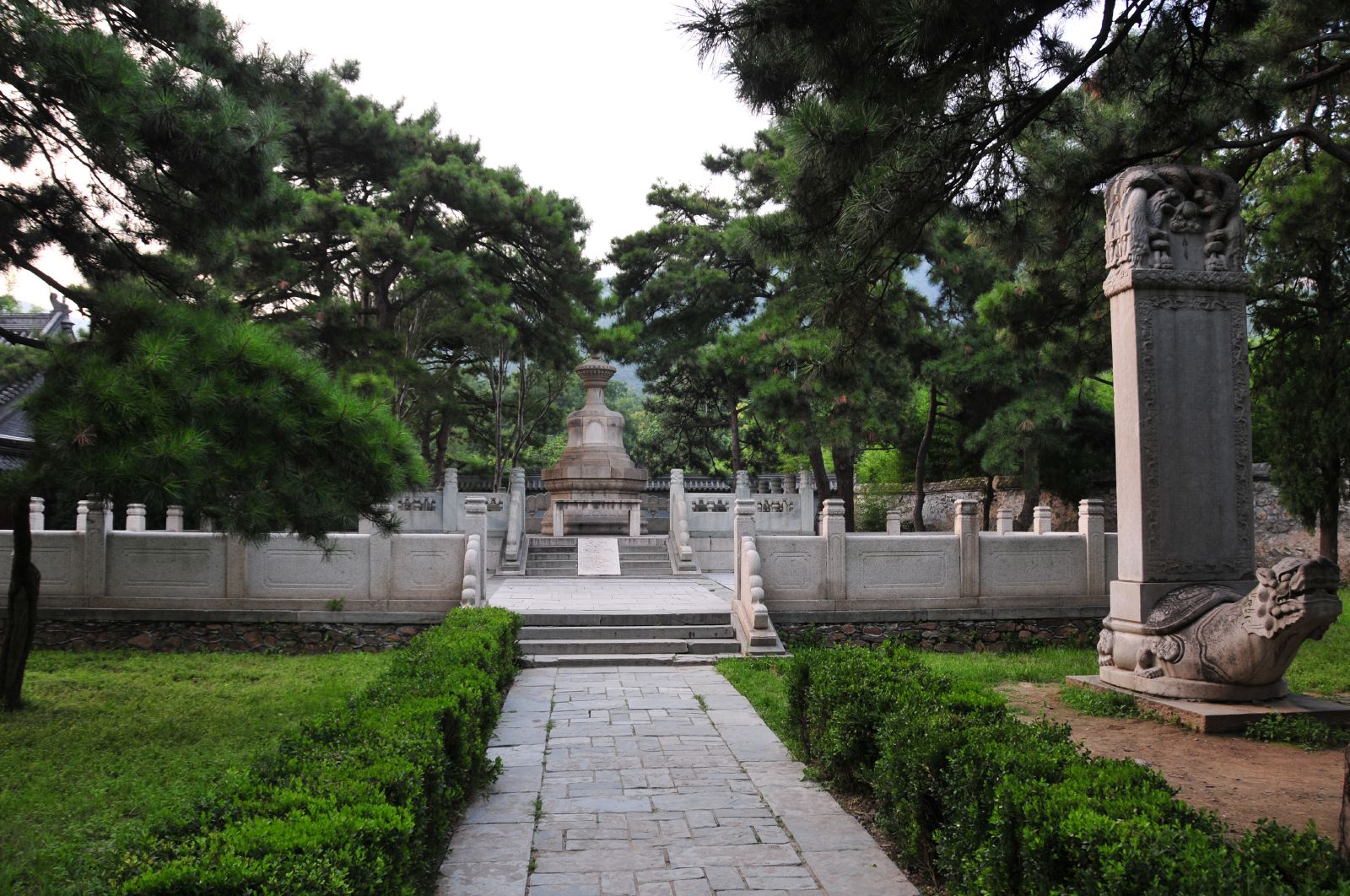
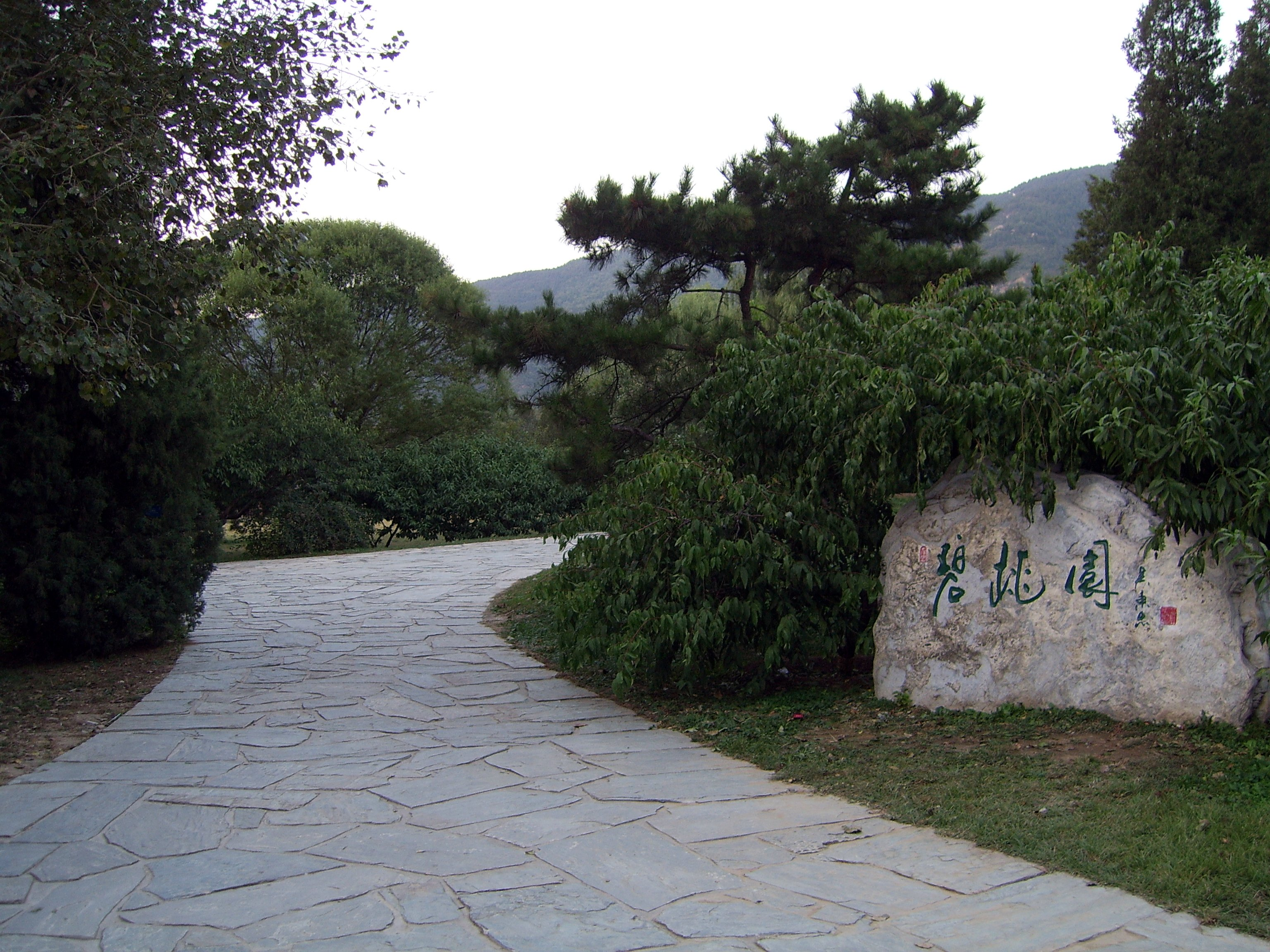
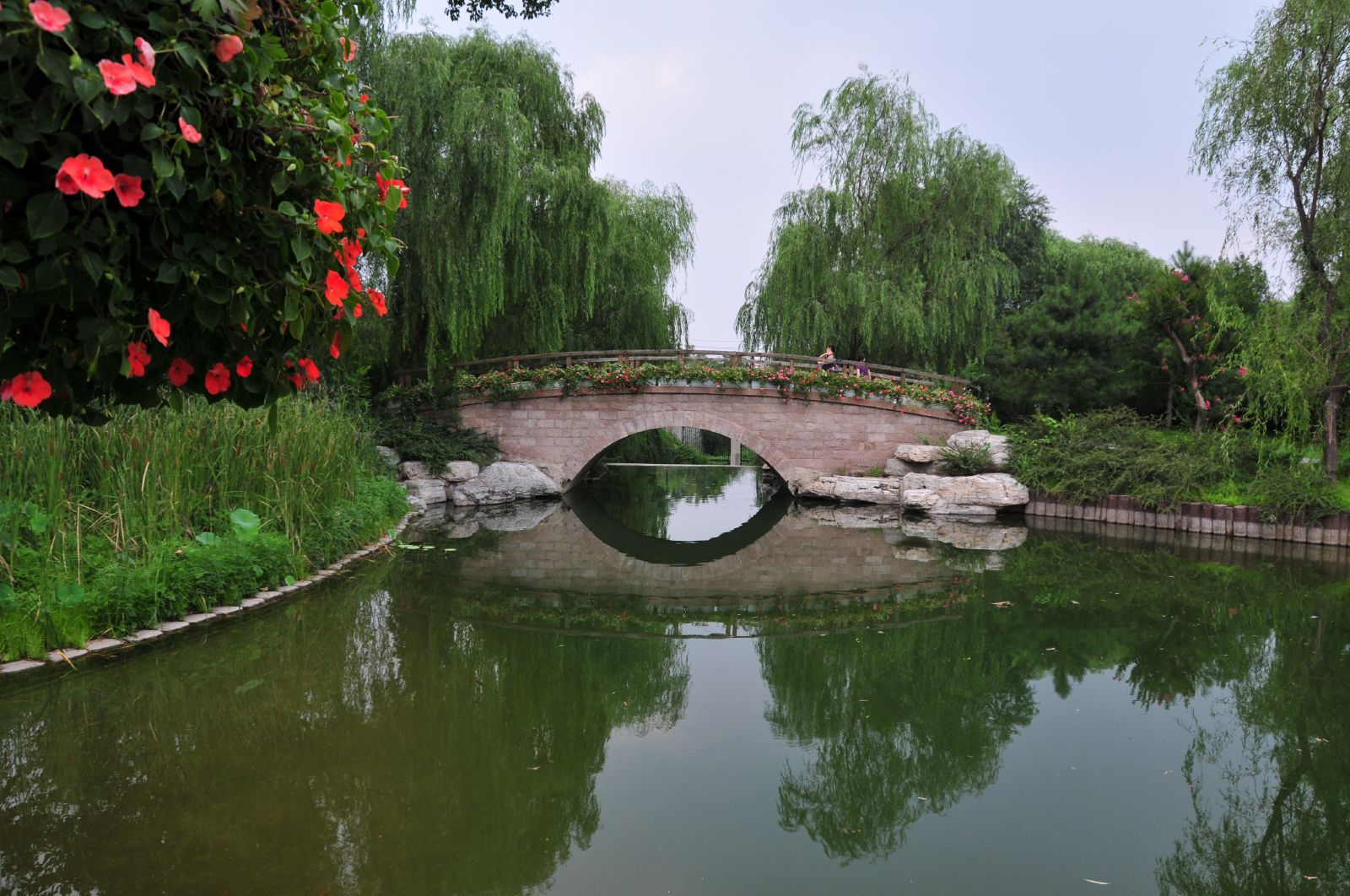
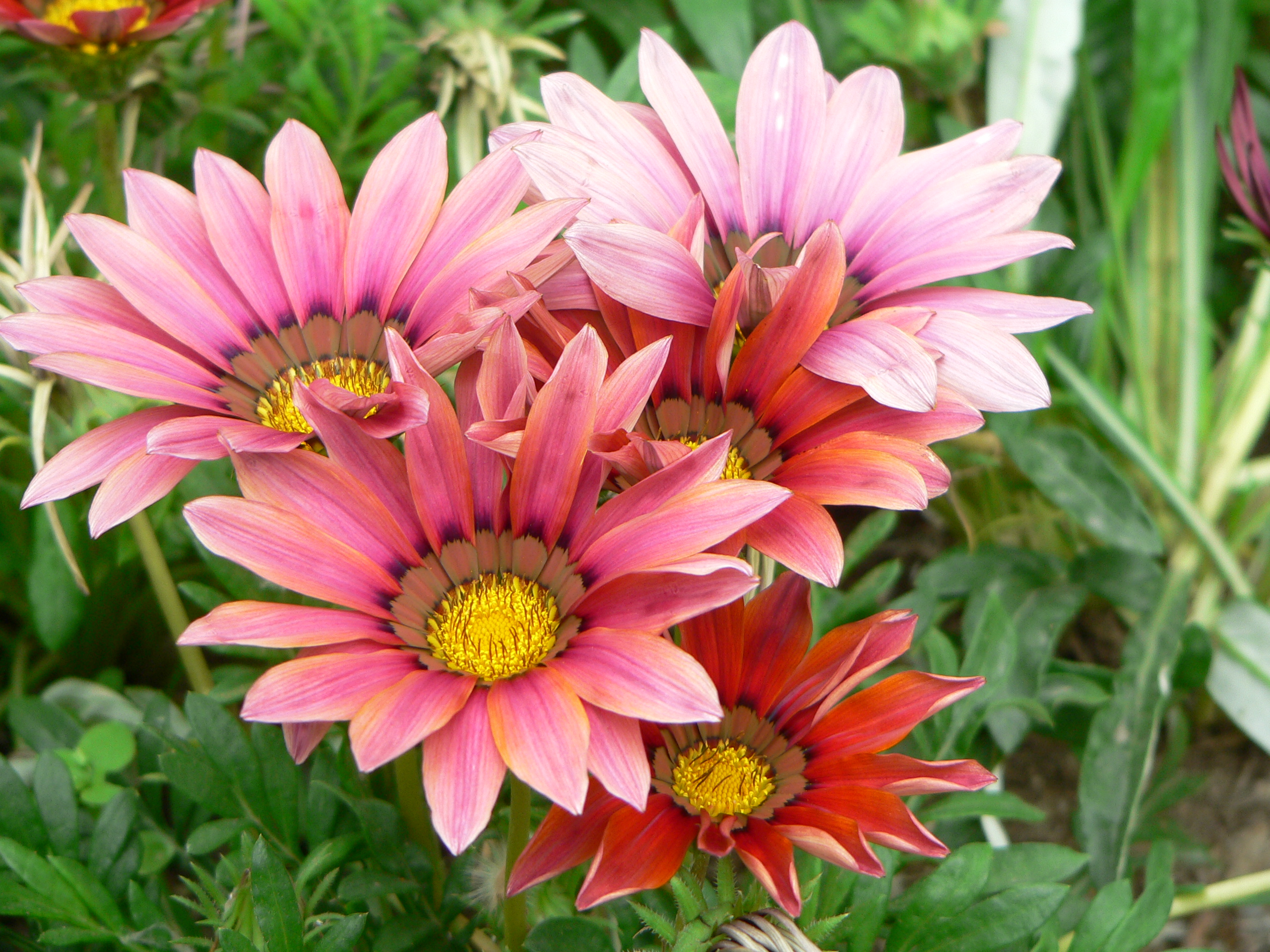
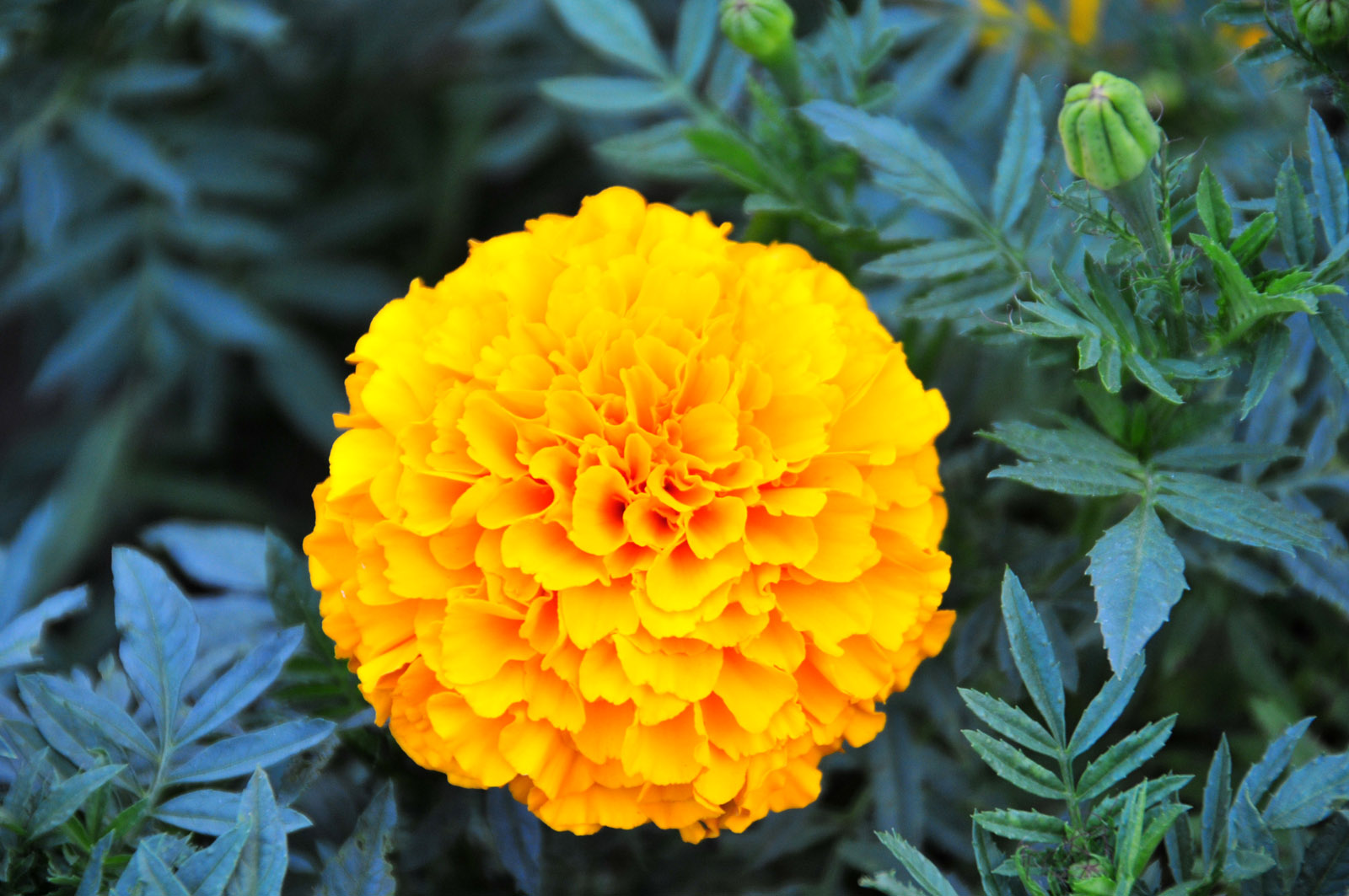
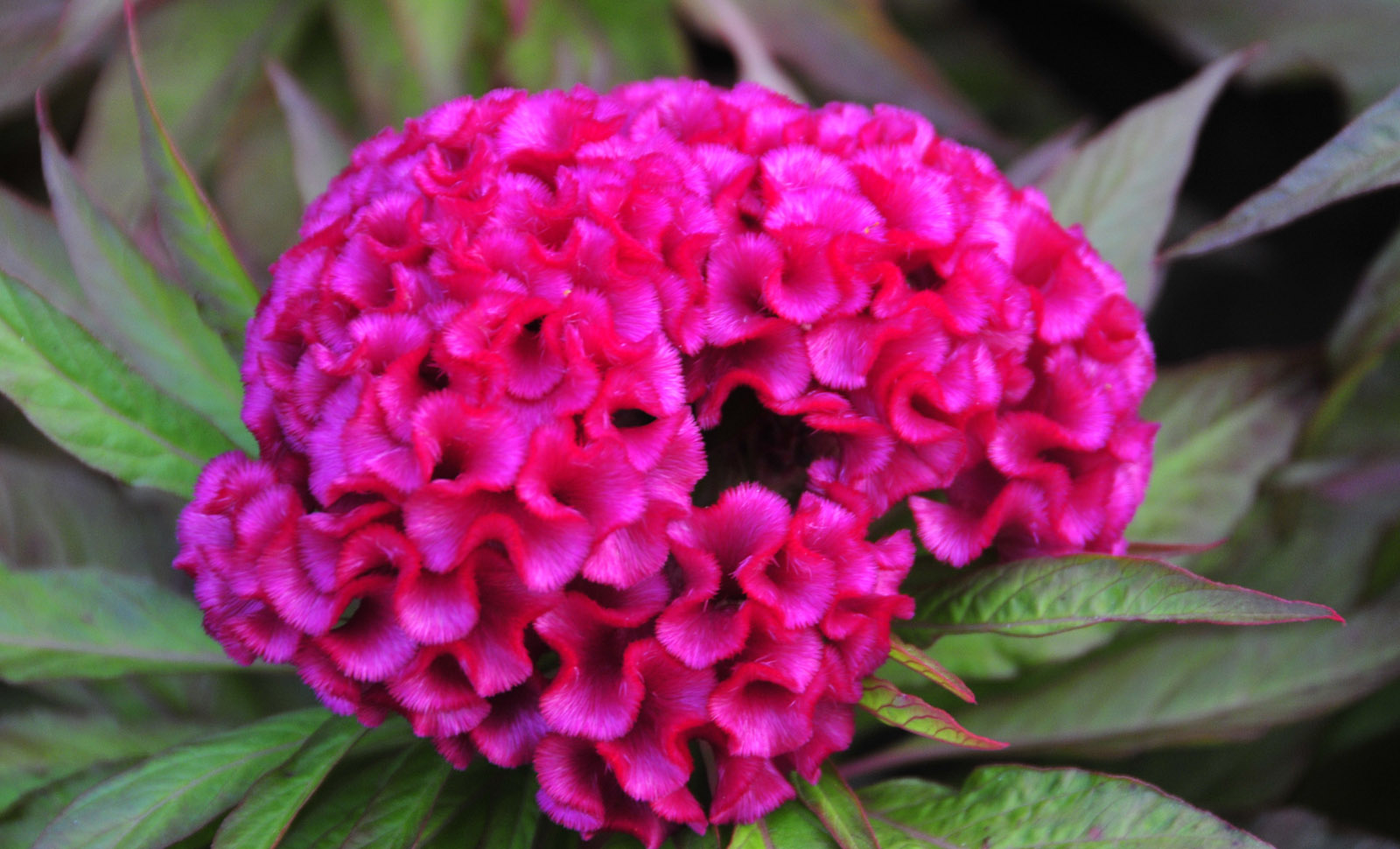
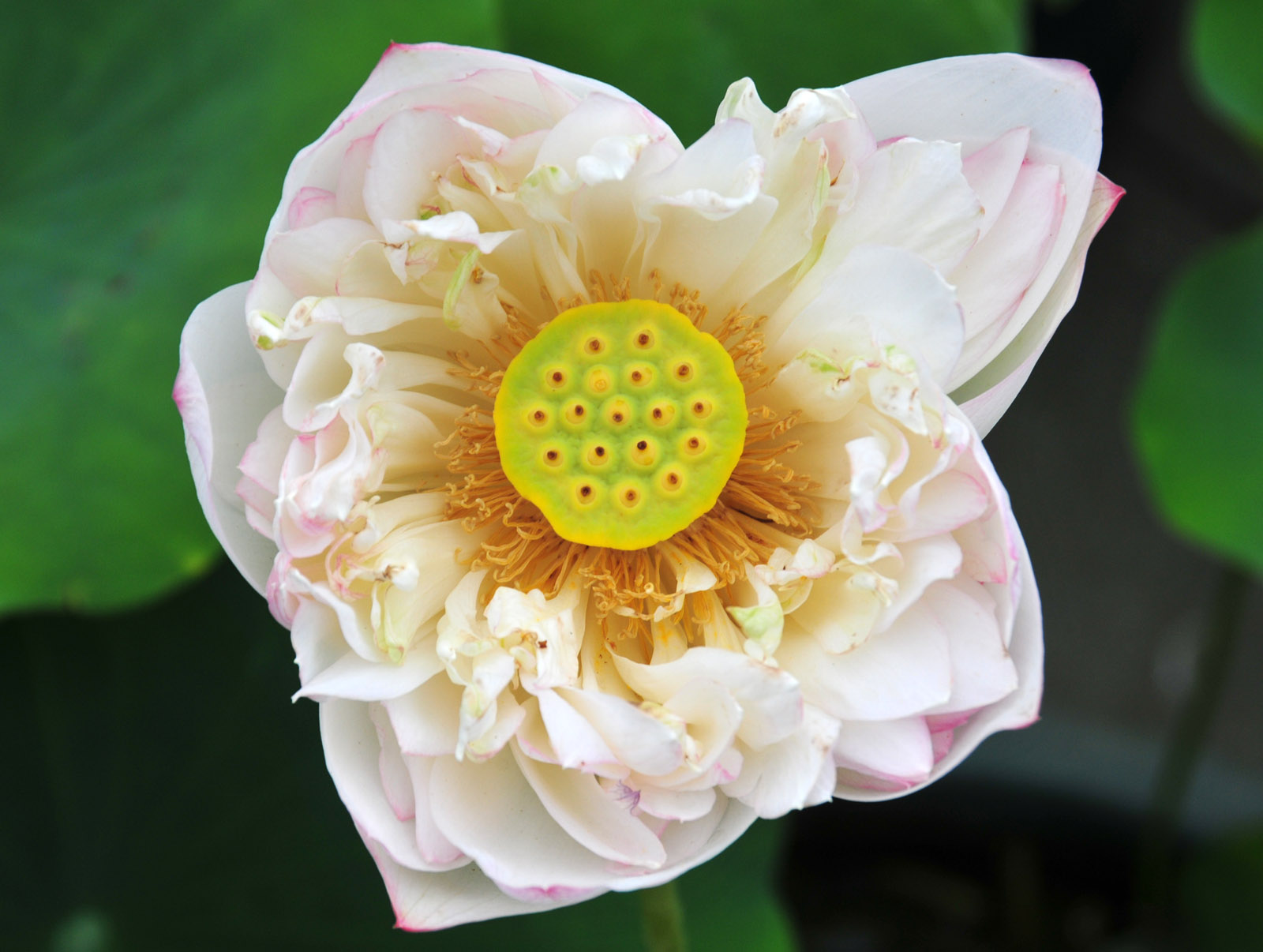
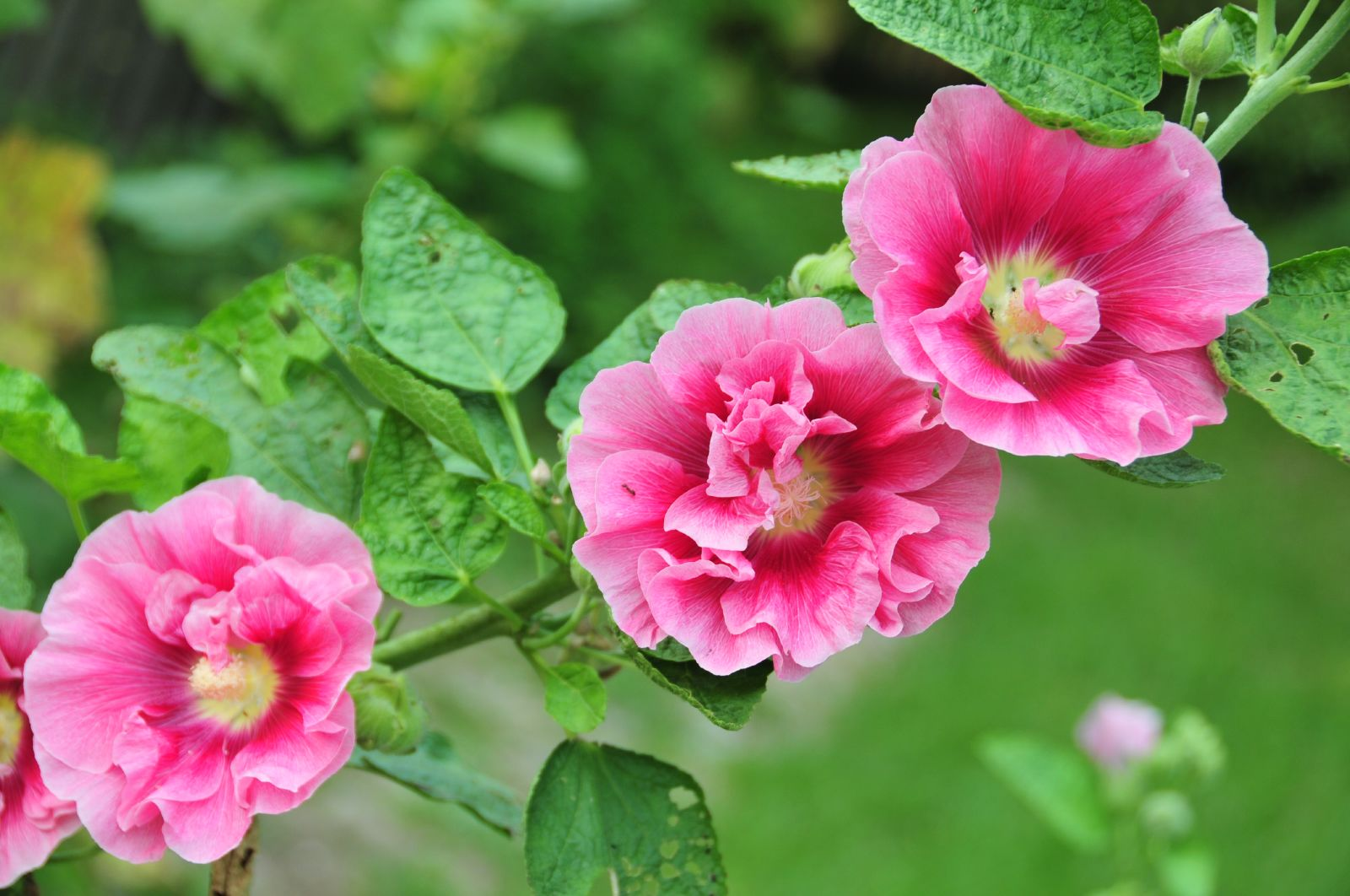
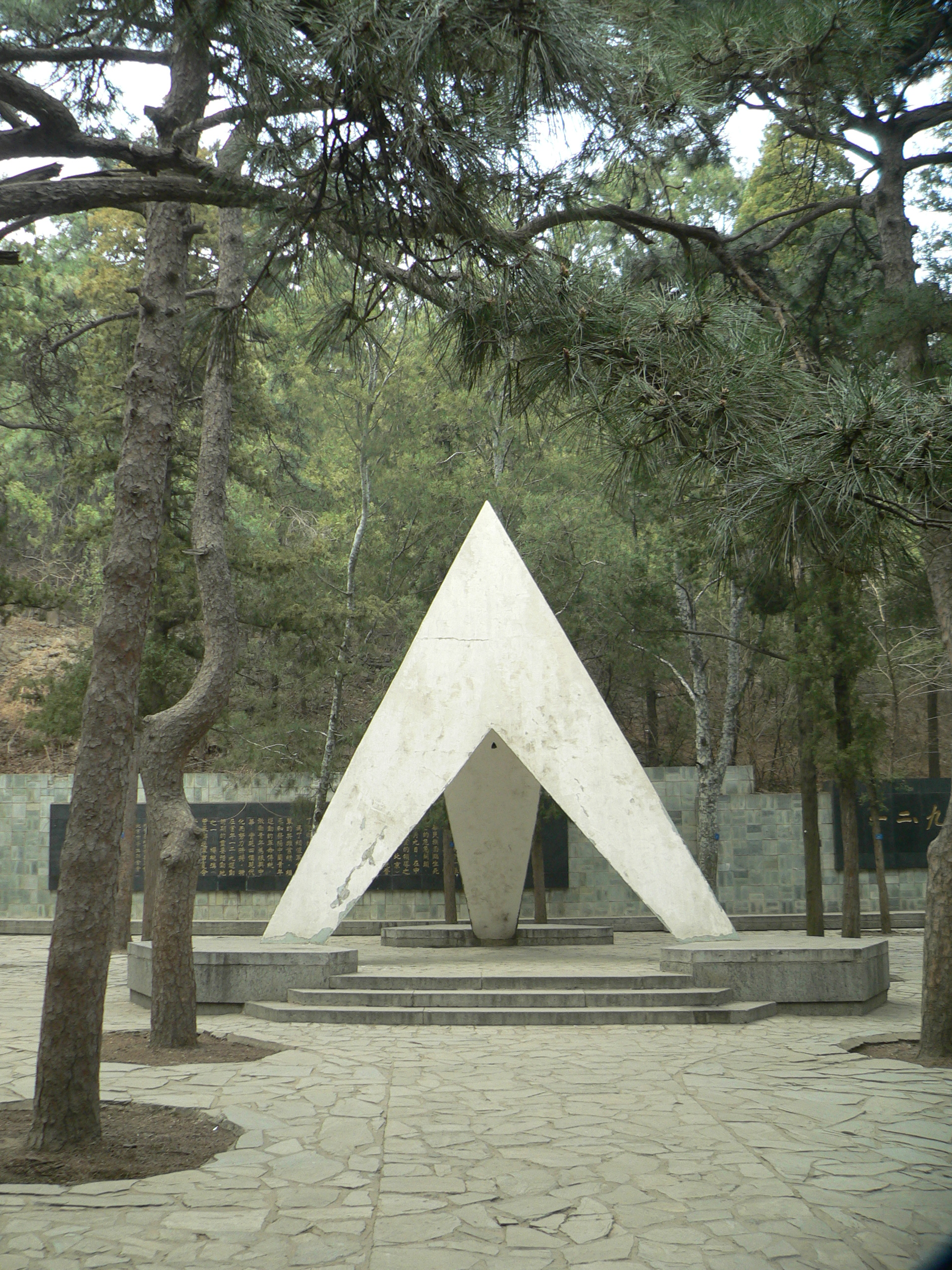
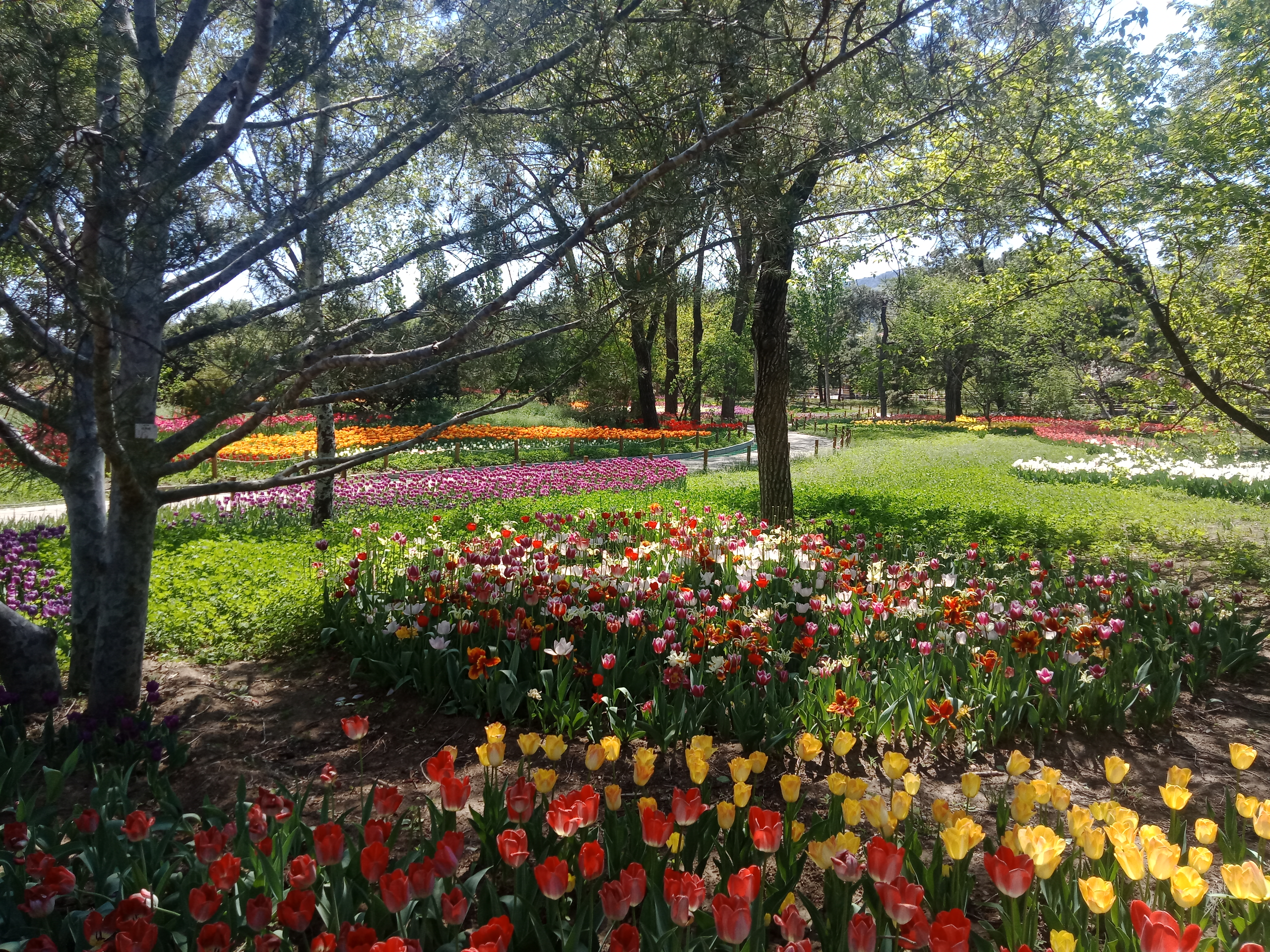